# Ferruccio Lamborghini (motociclista)
Ferruccio Lamborghini (Bolonia, 9 de enero de 1991) es un motociclista y empresario italiano, 

## Biografía
Ferruccio Lamborghini es el primer hijo de Tonino Lamborghini y nieto del homónimo fundador del fabricante de automóviles. Ferruccio es hermano de la cantante Elettra Lamborghini y de Ginevra, Flaminia y Lucrezia.
Actualmente Ferruccio es vicepresidente y director general de la empresa Tonino Lamborghini Spa. que cumple 40 años en 2021.

## Carrera
En 2006 disputó una sola carrera en el campeonato italiano de la clase 125, ganando un punto. Hizo su debut en la clase 125 del campeonato mundial en 2007, compitiendo en el Gran Premio de San Marino como comodín a bordo de una Aprilia, también corrió las últimas tres carreras, reemplazando a Federico Sandi en el equipo Skilled Racing. En la misma temporada es noveno en el campeonato italiano de 125 con una pole position y una victoria en su haber. En 2008 corrió el Gran Premio de casa en la clase 125 con la Aprilia RS 125 R del equipo Junior GP Racing Dream como comodín, en la misma temporada terminó tercero en el campeonato italiano, subiendo dos veces al podio.
En 2009 fue segundo en la clasificación del campeonato italiano de stock 600 montando una Yamaha YZF R6 del equipo Media Action by Pro Race y también corrió tres carreras en el campeonato europeo de Superstock 600 obteniendo 7 puntos, dos poles y 1 vuelta rápida. También en 2009 participó en el campeonato de Europa de Supersport disputado a una sola carrera en Albacete donde finalizó octavo tras firmar la pole position.
En 2010 volvió a terminar tercero en el campeonato italiano de Supersport 600 sobre una Yamaha YZF R6 del equipo Media Action by Pro Race. En el mismo año corrió en Moto2 en el GP de San Marino con el Suter MMX del equipo Forward Racing como comodín y desde el GP de Japón ocupó el lugar de Santiago Hernández en el equipo Matteoni CP Racing al volante del Moriwaki MD600, sin embargo sin sumar puntos. Esta temporada se ve obligado a perderse el GP de Australia por culpa de una lesión.
En 2011 participa principalmente en el campeonato italiano, donde es séptimo con 56 puntos en la categoría de Moto2, aunque también logra participar en cuatro carreras de la Superstock 1000 FIM Cup con una Honda CBR1000RR del equipo Ten Kate Junior. como reemplazo de Luca Verdini ganando siete puntos y vigésimo cuarto lugar en la clasificación de pilotos.
Continúa compitiendo en el CIV Moto2 también en 2012, logrando proclamarse campeón de Italia con una moto preparada por el equipo Ten Kate y llevada a pista por el equipo Quarantaquattro Racing, ganando cuatro carreras de las ocho del calendario y finalizando segundo en el resto de la temporada sus rivales eran sólo cuatro pilotos. En la misma temporada compitió en una carrera en el CIV Stock 600 obteniendo algunos puntos. En 2014 fue piloto de carreras en el CIV Supersport finalizando la temporada en décimo lugar. En la misma temporada debutó, como piloto suplente, en el campeonato del mundo de Supersport compitiendo en el Gran Premio de Misano. Vuelve a competir en el CIV en 2019 cuando, con el equipo Fullmoto Squadra Corse, finaliza vigésimo octavo.

## Resultados de la carrera

### Moto GP
| Leyenda | 1er lugar        | 2er lugar         | 3er lugar               | En puntos     | Sin puntos                | Negrita: posición de privilegio Cursiva – Vuelta más rápida |
| Leyenda | Carrera inválida | No cal./No parte. | Retirado/No Clasificado | Descalificado | '-' Datos no disponibles. | Negrita: posición de privilegio Cursiva – Vuelta más rápida |

### Campeonato del Mundo de Supersport
| Leyenda | 1er lugar        | 2er lugar         | 3er lugar               | En puntos     | Sin puntos                | Negrita: posición de privilegio Cursiva – Vuelta más rápida |
| Leyenda | Carrera inválida | No cal./No parte. | Retirado/No Clasificado | Descalificado | '-' Datos no disponibles. | Negrita: posición de privilegio Cursiva – Vuelta más rápida |